# Veikkausliiga 2002
La Veikkausliiga 2002 fu la novantatreesima edizione della massima serie del campionato finlandese di calcio, la tredicesima come Veikkausliiga. Il campionato, con il formato a doppia fase e composto da dodici squadre, venne vinto dall'HJK per la ventesima volta nella sua storia. Capocannoniere del torneo fu Mika Kottila, calciatore dell'HJK, con 18 reti realizzate.

## Stagione

### Novità
Dalla Veikkausliiga 2001 vennero retrocessi lo Jokerit e il RoPS, mentre dalla Ykkönen vennero promossi l'Hämeenlinna e lo Jaro, vincitore dello spareggio contro lo Jokerit. L'Atlantis dichiarò bancarotta e cedette la propria licenza alla neonata AC Allianssi.

### Formula
Il campionato tornò a prevedere due fasi. Nella prima fase le dodici squadre si affrontavano due volte, per un totale di 22 giornate. Le prime otto classificate accedevano alla seconda fase per decretare la squadra campione, affrontandosi una volta sola. La prima classificata era decretata campione di Finlandia e veniva ammessa alla UEFA Champions League 2003-2004. La seconda classificata veniva ammessa alla Coppa UEFA 2003-2004. Se la vincitrice della Suomen Cup, ammessa alla Coppa UEFA 2003-2004, si classificava al secondo posto, la terza classificata veniva ammessa alla Coppa UEFA. Le squadre classificatesi dal nono al dodicesimo posto al termine della prima fase accedevano alla seconda fase per la salvezza, assieme alle prime quattro classificate in Ykkönen. Le prime sei classificate venivano ammesse alla Veikkausliiga 2003, che sarebbe passata così da 12 a 14 squadre, mentre le rimanenti due venivano ammesse in Ykkönen.

## Squadre partecipanti
| Club        | Città        | Stadio                        | Stagione 2001                             |
| ----------- | ------------ | ----------------------------- | ----------------------------------------- |
| Allianssi   | Vantaa       | ISS Stadion                   | 7º posto in Veikkausliiga (come Atlantis) |
| Haka        | Valkeakoski  | Tehtaan kenttä                | 4º posto in Veikkausliiga                 |
| Hämeenlinna | Hämeenlinna  | Pullerin kenttä               | 1º posto in Ykkönen                       |
| HJK         | Helsinki     | Finnair Stadium               | 2º posto in Veikkausliiga                 |
| Inter Turku | Turku        | Kupittaa                      | 5º posto in Veikkausliiga                 |
| Jaro        | Jakobstad    | Jakobstads centralplan        | 2º posto in Ykkönen                       |
| Jazz        | Pori         | Porin stadion                 | 10º posto in Veikkausliiga                |
| KuPS        | Kuopio       | Kuopion keskuskenttä          | 8º posto in Veikkausliiga                 |
| Lahti       | Lahti        | Lahden Stadion                | 9º posto in Veikkausliiga                 |
| MyPa        | Anjalankoski | Saviniemi                     | 3º posto in Veikkausliiga                 |
| Tampere Utd | Tampere      | Tammela                       | Campione di Finlandia                     |
| VPS         | Vaasa        | Hietalahden jalkapallostadion | 6º posto in Veikkausliiga                 |

## Prima fase

### Classifica finale
|  | Pos. | Squadra     | Pt | G  | V  | N  | P  | GF | GS | DR  |
|  | ---- | ----------- | -- | -- | -- | -- | -- | -- | -- | --- |
|  | 1.   | HJK         | 48 | 22 | 15 | 3  | 4  | 36 | 16 | +20 |
|  | 2.   | MyPa        | 43 | 22 | 12 | 7  | 3  | 43 | 20 | +23 |
|  | 3.   | Haka        | 38 | 22 | 11 | 5  | 6  | 31 | 18 | +13 |
|  | 4.   | Allianssi   | 34 | 22 | 10 | 4  | 8  | 35 | 36 | -1  |
|  | 5.   | Inter Turku | 32 | 22 | 8  | 8  | 6  | 28 | 17 | +11 |
|  | 6.   | Tampere Utd | 32 | 22 | 7  | 11 | 4  | 23 | 15 | +8  |
|  | 7.   | Lahti       | 32 | 22 | 9  | 5  | 8  | 23 | 26 | -3  |
|  | 8.   | Jaro        | 26 | 22 | 7  | 5  | 10 | 23 | 36 | -13 |
|  | 9.   | KuPS        | 24 | 22 | 6  | 6  | 10 | 26 | 30 | -4  |
|  | 10.  | Hämeenlinna | 18 | 22 | 3  | 9  | 10 | 23 | 34 | -11 |
|  | 11.  | VPS         | 17 | 22 | 4  | 5  | 13 | 21 | 39 | -18 |
|  | 12.  | Jazz        | 16 | 22 | 4  | 4  | 14 | 17 | 42 | -25 |

Legenda:
      Ammesse alla fase per il titolo
      Ammesse alla fase per la salvezza
Note:
Tre punti a vittoria, uno a pareggio, zero a sconfitta.

## Seconda fase

### Fase per il titolo
Alla fase per il titolo accedevano le squadre classificatesi dal primo all'ottavo posto della prima fase, portando tutti i punti conquistati al termine della prima fase.

#### Classifica finale
|  | Pos. | Squadra     | Pt | G  | V  | N  | P  | GF | GS | DR  |
|  | ---- | ----------- | -- | -- | -- | -- | -- | -- | -- | --- |
|  | 1.   | HJK         | 65 | 29 | 20 | 5  | 4  | 51 | 21 | +30 |
|  | 2.   | MyPa        | 60 | 29 | 17 | 9  | 3  | 57 | 25 | +32 |
|  | 3.   | Haka        | 52 | 29 | 15 | 7  | 7  | 51 | 30 | +21 |
|  | 4.   | Allianssi   | 41 | 29 | 12 | 5  | 12 | 39 | 44 | -5  |
|  | 5.   | Tampere Utd | 39 | 29 | 8  | 15 | 6  | 31 | 24 | +7  |
|  | 6.   | Inter Turku | 36 | 29 | 9  | 9  | 11 | 33 | 29 | +4  |
|  | 7.   | Jaro        | 36 | 29 | 10 | 6  | 13 | 34 | 46 | -12 |
|  | 8.   | Lahti       | 33 | 29 | 9  | 6  | 14 | 25 | 44 | -19 |

Legenda:
      Campione di Finlandia e ammessa alla UEFA Champions League 2003-2004
      Ammesse in Coppa UEFA 2003-2004
      Ammesse in Coppa Intertoto 2003
Note:
Tre punti a vittoria, uno a pareggio, zero a sconfitta.

### Fase per la salvezza
Alla fase per la salvezza accedevano le squadre classificatesi dal nono al dodicesimo posto della prima fase e le prime quattro classificate in Ykkönen.

#### Classifica finale
|  | Pos. | Squadra     | Pt | G | V | N | P | GF | GS | DR  |
|  | ---- | ----------- | -- | - | - | - | - | -- | -- | --- |
|  | 1.   | KuPS        | 16 | 7 | 4 | 1 | 2 | 14 | 4  | +10 |
|  | 2.   | TPS         | 15 | 7 | 4 | 2 | 1 | 10 | 9  | +1  |
|  | 3.   | Hämeenlinna | 11 | 7 | 3 | 0 | 4 | 8  | 8  | 0   |
|  | 4.   | Jokerit     | 10 | 7 | 3 | 1 | 3 | 13 | 13 | 0   |
|  | 5.   | Jazz        | 9  | 7 | 2 | 3 | 2 | 6  | 5  | +1  |
|  | 6.   | KooTeePee   | 9  | 7 | 2 | 2 | 3 | 8  | 11 | -3  |
|  | 7.   | VPS         | 9  | 7 | 2 | 2 | 3 | 6  | 12 | -6  |
|  | 8.   | TP-47       | 7  | 7 | 2 | 1 | 4 | 6  | 9  | -3  |

Legenda:
      Ammesse in Veikkausliiga
      Ammesse in Ykkönen
Note:
Tre punti a vittoria, uno a pareggio, zero a sconfitta.
Punti di bonus:
KuPS: 3 punti
Hämeenlinna: 2 punti
VPS, TPS e KooTeePee: 1 punto

## Statistiche

### Classifica marcatori
La classifica marcatori include sia la prima fase sia la seconda fase per l'assegnazione del titolo.
| Gol |  |  | Giocatore          | Squadra     |
| --- |  |  | ------------------ | ----------- |
| 18  |  |  | Mika Kottila       | HJK         |
| 17  |  |  | Valerij Popovič    | Haka        |
| 13  |  |  | Petteri Kaijasilta | Allianssi   |
| 13  |  |  | Saku Puhakainen    | MyPa        |
| 11  |  |  | Richard Teberio    | Inter Turku |
| 10  |  |  | Miikka Multaharju  | MyPa        |